# Pontiac Deluxe
Pontiac Deluxe – samochód osobowy klasy wyższej produkowany pod amerykańską marką Pontiac w latach 1935–1940.

## Galeria

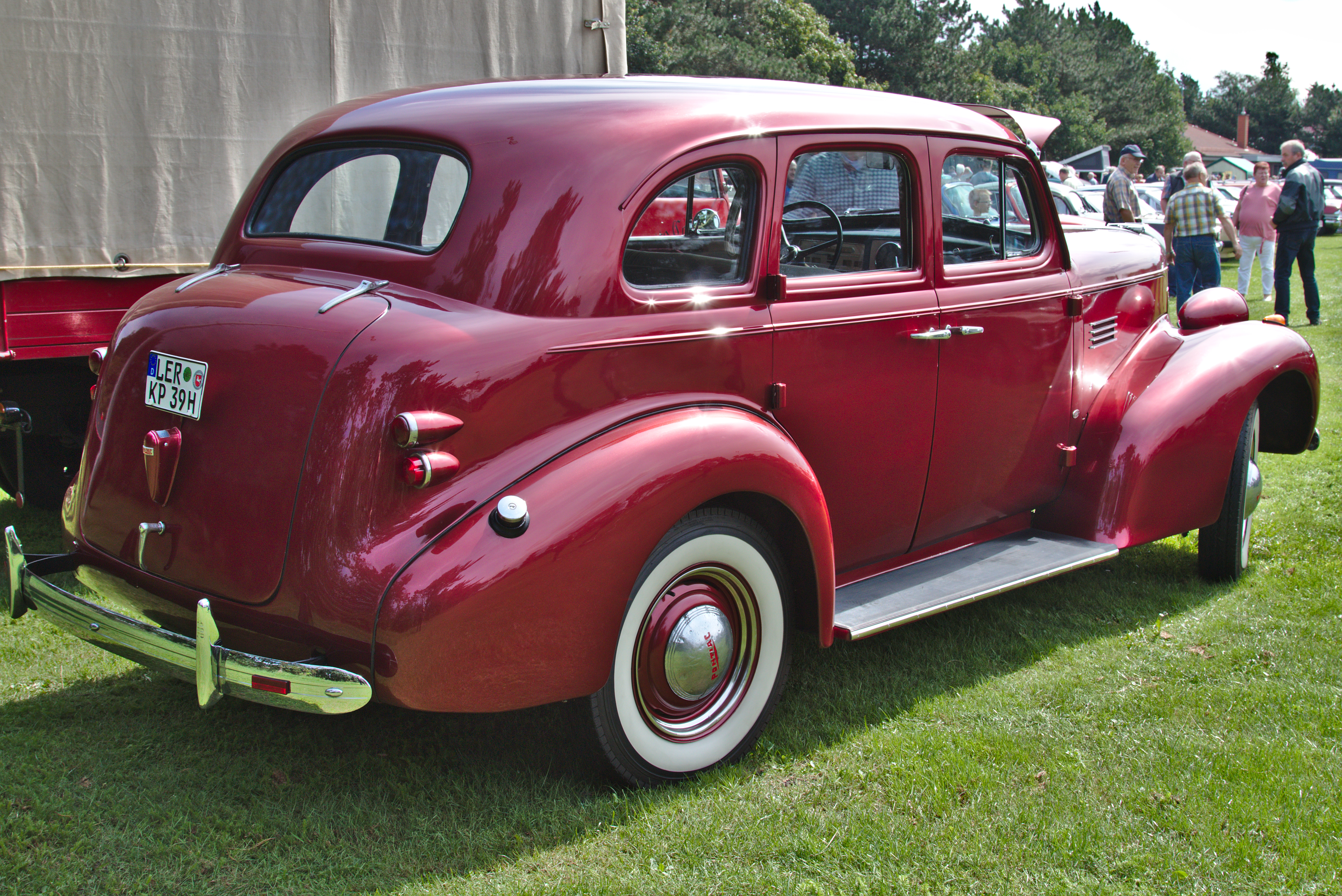
Pontiac Deluxe II - tył
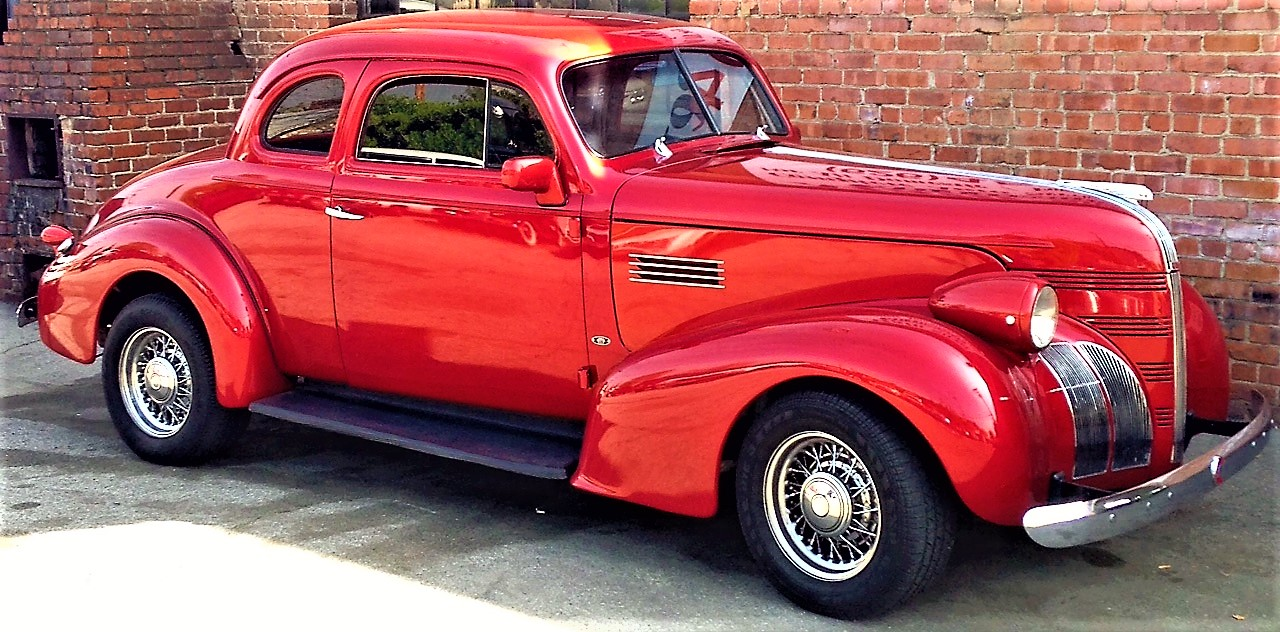
Pontiac Deluxe II Coupe
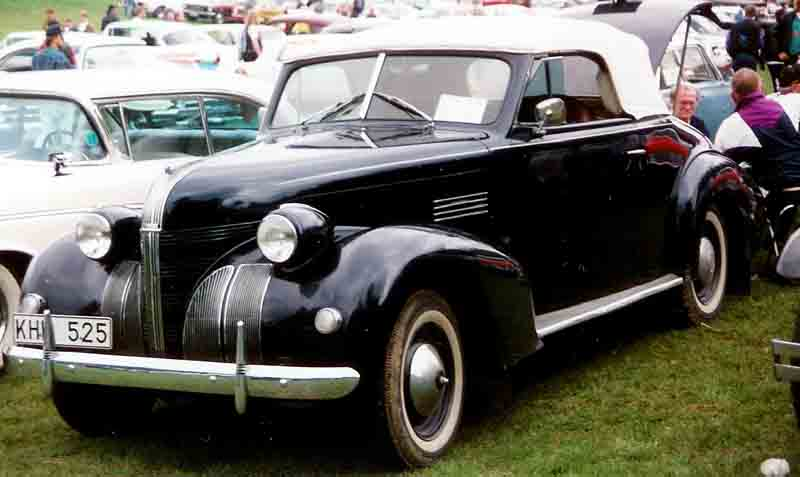
Pontiac Deluxe II Cabriolet